# مغالطه کامل نامیسر
مغالطه کامل نامیسر یا مغالطه نیروانا (انگلیسی: Nirvana fallacy) نوعی مغالطه غیرصوری است که در آن اشیاء واقعی با جایگزین‌های غیرواقعی و دست‌نیافتنی مقایسه شوند. این مغالطه غالباً در مقام نقد صورت می‌گیرد و در آن اگر گوینده تمام شقوق ارائه شده را رد کند و راه حل و انتخاب بدون نقص را نشان ندهد مرتکب این مغالطه شده است. برای مثال:
استفاده از کمربند ایمنی راه‌کار مناسبی نیست چرا که با وجود آن هم افراد در تصادفات رانندگی کشته می‌شوند.
یا
من در انتخابات شرکت نمی‌کنم چرا هیچ‌یک از نامزدها دارای تمام شرایط مطلوب نیست
این مغالطه به دوگانه جعلی و اسکاتلندی واقعی نیز نزدیک است.
نام نیروانا را اقتصاددان آمریکایی هرولد دمستز در سال ۱۹۶۹ به این مغالطه داد.